# Ayu Sakurai
Ayu Sakurai (桜井 あゆ, Sakurai Ayu, née le 15 avril 1991) est une actrice japonaise et une ancienne actrice pornographique de 2013 à 2016.
Elle se qualifiait de chippai actrice (ちっぱい女優) parce que ses seins étaient petits.

## Filmographie

### Pornographique (sélection)
- 2013 : Escalation Chick 221 (エスカレートするドしろーと娘 221)
- 2013 : The Fabled Beautiful Train Attendant 3 (噂の美人車内販売員。 3)
- 2013 : The Moment Your Eyes Get Captivated 6 (目を奪われる瞬間 6)
- 2013 : Gekkan Series Pantyhose Mania vol. 16 (月刊 パンティストッキングマニア Vol.16)
- 2013 : My Private Tutor Always Wears Miniskirts And It's Making It Hard For Me (僕の家庭教師はいつもミニスカばかりで目のやり場に困る)
- 2013 : Escorts Uniformed Schoolgirl Brand Yua (神待ち 制服美少女ブランド あゆ)
- 2014 : Working Babes Get Fucked (働く挿入お姉さん)
- 2014 : Super Heroine Domination Hell 18 - Mortal Five (スーパーヒロインドミネーション地獄18　モータルファイブ編)
- 2014 : Super Heroine Domination Hell 19 - Dominated The Spandexer Psychic Revenge (スーパーヒロインドミネーション地獄19　スパンデクサー ～サイキックの逆襲編)
- 2014 : Monster Buster Rinko (妖怪バスター凛子)
- 2014 : Athena - Guardians of Earth: Athena Warrior Subjugation (アテナ　蒼き地球の守護女神たち　圧倒討伐　アテナ・ウォリアー編)
- 2015 : A Hottie's Trapped Me And She Won't Take Her Eyes Off Me (捕らわれ先でミニスカ美女に監視され続ける)
- 2015 : Super Heroine Domination Hell 22 – Awakening of Spandexer! Supernatural Power Army (スーパーヒロインドミネーション地獄22　～スパンデクサー 覚醒！超能力軍団)
- 2015 : REAL 10th Anniversary - Cum With Ayu Sakurai ! Black Orgy Tour In L.A. (REAL10周年記念 桜井あゆがイク！黒人乱交ツアーin L.A.)
- 2016 : Get Drunk, Crave Attention, Have Sex - Some Things You Need (酔って、甘えて、SEX お酒の力を借りなきゃ出来ないコト)

### Non pornographique (sélection)
- 2024 : Mon étrange histoire : Épisode 1 «Licca-chan à trois jambes» (私の奇妙なお話:第一話『三本足のリカちゃん』)[2],[3]

### Théâtre (sélection)
- 2025 : Phantom of the Shogikaikan[4],[5]